# Liste der Straßen und Plätze in Wölfnitz (Dresden)

Lage der Gemarkung Wölfnitz in Dresden

Die Liste der Straßen und Plätze in Wölfnitz beschreibt das Straßensystem im Dresdner Stadtteil Wölfnitz mit den entsprechenden historischen Bezügen. Aufgeführt sind Straßen, die im Gebiet der Gemarkung Wölfnitz liegen. Kulturdenkmale in der Gemarkung Wölfnitz sind in der Liste der Kulturdenkmale in Wölfnitz aufgeführt.
Wölfnitz ist Teil des statistischen Stadtteils Naußlitz, der wiederum zum Stadtbezirk Cotta der sächsischen Landeshauptstadt Dresden gehört. Wichtigste Straße in der Wölfnitzer Flur ist die Kesselsdorfer Straße, die abschnittsweise die Nordgrenze der kleinen Gemarkung bildet. Insgesamt gibt es in Wölfnitz sieben benannte Straßen und Plätze, die in der folgenden Liste aufgeführt sind.

## Legende
Die nachfolgende Tabelle gibt eine Übersicht über die vorhandenen Straßen und Plätze im Ortsteil sowie einige dazugehörige Informationen. Im Einzelnen sind dies:
- Name/Lage: Aktuelle Bezeichnung der Straße oder des Platzes sowie unter ‚Lage‘ ein Koordinatenlink, über den die Straße oder der Platz auf verschiedenen Kartendiensten angezeigt werden kann. Die Geoposition gibt dabei ungefähr die Mitte der Straße an.
- Länge/Maße in Metern: Die in der Übersicht enthaltenen Längenangaben sind nach mathematischen Regeln auf- oder abgerundete Übersichtswerte, die in Google Earth mit dem dortigen Maßstab ermittelt wurden. Sie dienen eher Vergleichszwecken und werden, sofern amtliche Werte bekannt sind, ausgetauscht und gesondert gekennzeichnet. Bei Plätzen sind die Maße in der Form a × b dargestellt. Der Zusatz ‚im Stadtteil‘ bzw. ‚im Ortsteil‘ gibt an, wie lang die Straße innerhalb des Stadt-/Ortsteils ist, sofern sie durch mehrere Stadt-/Ortsteile verläuft.
- Namensherkunft: Ursprung oder Bezug des Namens.
- Jahr der Benennung: Zeitpunkt, zu dem die Straße ihren heute gültigen Namen erhielt (sofern bekannt).
- Anmerkungen: Weitere Informationen bezüglich anliegender Institutionen, der Geschichte der Straße, historischer Bezeichnungen, Baudenkmalen usw.
- Bild: Foto der Straße.

## Straßenverzeichnis
| Name/Lage                 | Länge/Maße | Namensherkunft                                                  | Jahr der Benennung | Anmerkungen | Bild                 |
| ------------------------- | ---------- | --------------------------------------------------------------- | ------------------ | --- | -------------------- |
| Altwölfnitz Lage          |            | Alter Dorfkern von Wölfnitz                                     | 1904               | Altwölfnitz entstand als Bauernweiler. | Altwölfnitz          |
| Am Stieglitzgrund Lage    |            | Flurname Stieglitzgrund                                         | 1925               | Als Stieglitzgrund wird der örtliche Abschnitt des Tals des Gorbitzbachs bezeichnet. Die Straße Am Stieglitzgrund ist eine Sackgasse, die durch ein markantes Torhaus führt. | Am Stieglitzgrund    |
| Dessauerstraße Lage       |            | Fürst Leopold I. von Anhalt-Dessau, genannt „Der Alte Dessauer“ | 1904/1990          | Die frühere Wölfnitzer Dorfstraße erhielt 1904 ihren heutigen Namen. Sie ist nach dem anhaltischen Fürsten und Heerführer benannt, der 1745 in der Schlacht bei Kesselsdorf in der Nähe einen Sieg für Preußen errungen hatte. Zu DDR-Zeiten wurde auf Stadtplänen gewöhnlich die Schreibweise „Dessauer Straße“ verwendet, um eine (historisch falsche) Benennung nach der Stadt Dessau zu suggerieren. Seit 1990 wird wieder die korrekte Schreibweise verwendet.              | Dessauerstraße       |
| Hofwiesenstraße Lage      |            | Flurname Hofwiesen                                              |                    | Die Hofwiesen, die an dieser Straße lagen, trugen diesen Namen, weil sie zum Kammergut Gorbitz gehörten, das direkt dem kurfürstlich-sächsischen Hof unterstand. Die Hofwiesenstraße führt als Gartenweg südlich am Ortskern vorbei. |                      |
| Kesselsdorfer Straße Lage |            | Kesselsdorf                                                     | 1904               | Die Kesselsdorfer Straße war ursprünglich Teil der Verbindung zwischen dem Kloster Altzella und dessen Besitzungen in Leubnitz-Neuostra und verband die Residenzstadt Dresden mit der wichtigen Bergbaustadt Freiberg. Im 18. Jahrhundert wurde sie zur Poststraße, von 1810 bis 1812 dann zur Chaussee ausgebaut. Ab 1871 hieß sie zunächst Wilsdruffer Straße, im 20. Jahrhundert war sie als Bundesstraße 173 bedeutend, bis diese nach Norden (Bramschtunnel) verlegt wurde. | Kesselsdorfer Straße |
| Olbernhauer Straße Lage   |            | Olbernhau                                                       | 1946               | Die Straße hieß ursprünglich Albertstraße nach König Albert. Um Verwechslungen mit anderen Straßen gleichen Namens in Dresden zu vermeiden, wurde sie 1904 nach der Eingemeindung nach Dresden nach Friedrich August Rutowsky in Rutowskystraße umbenannt. Rutowsky war kursächsischer Feldmarschall. Da nach dem Zweiten Weltkrieg Straßennamen unerwünscht waren, die an die „Militarismus“-Zeit erinnerten, wurde die Straße in Olbernhauer Straße umbenannt.                 | Olbernhauer Straße   |
| Wendel-Hipler-Straße Lage |            | Wendel Hipler                                                   | 1953               | Die Wendel-Hipler-Straße hieß ursprünglich Grenzstraße, da sie entlang der Flurgrenze zwischen Wölfnitz und Naußlitz verläuft. | Wendel-Hipler-Straße |